# Tompáné Daubner Katalin
Tompáné Daubner Katalin, C.Sc (leánykori nevén Daubner Katalin, teljes asszonynevén: Tompa Jánosné Daubner Katalin) (Diósgyőr, 1947. január 21. –) a közgazdaság-tudomány kandidátusa (1984), az MTA köztestületi tagja, főiskolai tanár, egyetemi docens.

## Szakterülete
- Politikai gazdaságtan
- Agrártudományok Osztálya

## Kutatási témái
- Halmozottan hátrányos helyzetű térségek
- Kisvállalkozások jövedelmezősége
- Piaci struktúrák a mezőgazdaság- és élelmiszeriparban

## Publikációi
- Daubner Katalin (szerk.) - Horváth Sándor (szerk.) -  Petró Katalin (szerk.): Kultúra-gazdaságtani tanulmányok (Aula, Budapest, 2000. ISBN 9639215821)

## Szervezeti tagságai
Agrár-közgazdasági Tudományos Bizottság tagja